# Oscarinus windsori
Oscarinus windsori är en skalbaggsart som beskrevs av Cartwright 1939. Oscarinus windsori ingår i släktet Oscarinus och familjen Aphodiidae. Inga underarter finns listade i Catalogue of Life.